# 高氯酸钴
高氯酸钴是一种无机化合物，化学式为Co(ClO4)2，是一种强氧化剂。

## 制备
高氯酸钴可由氧化钴、氢氧化钴、碳酸钴和高氯酸反应得到。

## 用途
高氯酸钴可作为催化剂，催化过硫酸氢钾氧化乙苯来高效地合成苯乙酮。